# Apartado de toros
Apartado de toros est une peinture réalisée par Francisco de Goya pour la promenade des ducs d'Osuna en 1786-1787, pour la cinquième reconstitution du Parc El Capricho. María Josefa Pimentel y Téllez-Girón, duchesse, était une femme cultivée et active dans les milieux des Lumières madrilènes. Pour la décoration de leur propriété, ils ont demandé à Goya une série de peintures de mœurs, similaires à celles des modèles pour tapis des demeures royales. Les tableaux ont été livrés à la famille de Osuna en 1787.
Le tableau a été perdu pendant la Seconde Guerre mondiale, est dans un endroit inconnu ou est peut-être détruit. Il est reproduit dans Goya: El Capricho y la Invención. Cuadros de gabinete, bocetos y miniaturas de Juliet Wilson-Bareau.

## Description du tableau
Comme le reste de la série, la toile prend pour motif une scène populaire. Le reste de la série comprend : Le Mât de cocagne, La Balançoire, La Chute, L'Attaque de la diligence, Procession de village et La Conduite d'une charrue.